# Liga Młodzieży Somalii
Somali Youth League (SYL), do 1948 r. – Somali Youth Club (SYC) – najstarsza partia somalijska. Odegrała ważną rolę w uzyskaniu przez Somalię niepodległości w 1960 r. Była najpotężniejszą partią w tym kraju do przewrotu wojskowego Mohameda Siada Barre w 1969 r., po którym jej działalność została zakazana w wyniku wprowadzenia systemu jednopartyjnego.